# Corypsylla kohlsi
Corypsylla kohlsi är en loppart som beskrevs av Hubbard 1940. Corypsylla kohlsi ingår i släktet Corypsylla och familjen mullvadsloppor. Inga underarter finns listade i Catalogue of Life.